# 村上鬼城
村上 鬼城（むらかみ きじょう、1865年6月10日（慶応元年5月17日） - 1938年（昭和13年）9月17日）は日本の俳人、司法代書人。本名は村上 荘太郎（むらかみ しょうたろう）。
明治義塾法律学校中退。正岡子規に書を送り、「ホトトギス」創刊後は俳句、写生文を投稿。飯田蛇笏らと並び、大正期前半の「ホトトギス」を支えた。貧窮の境涯に根ざした諦観を詠んだ句が多い。句集に『鬼城句集』(1917年)など。

## 略歴
鳥取藩士、小原平之進の長男として江戸小石川に生まれるが、8歳の時、群馬県高崎市に移り住み、11歳の時に母方の村上家の村上源兵衛の養子となり村上姓を名乗る。
明治17年（1884年）に東京へ行き、軍人を志したが耳疾のために断念し、明治法律学校（明治大学の前身）で法学を学びながら、司法代書人（司法書士の前身）となった。父の勤務先である高崎裁判所司法代書人となる。以後、鬼城は亡くなるまでの一生を高崎で過ごした。
その傍らで俳句を嗜み、広島市の大本営にいた正岡子規に教えを請い、また幾度となく『ホトトギス』に俳句の投書を行っていた。
子規の死後、彼は『ホトトギス』主宰である高浜虚子から句を見てもらうことになるが、高崎での俳句会で虚子の推輓を受ける。それが契機となって1913年（大正2年）から『ホトトギス』の同人活動を始め、1918年（大正7年）に自身の作品が入選。以後は司法代書人の傍ら、俳人、また撰者としても敏腕を振るうことになった。
8人の娘と2人の息子を儲け子宝に恵まれたが、生活は絶えず困窮していたという。しかしながら人脈は深く、51歳の時に代書人を解雇された時には、虚子門下の弁護人を立てて復職を遂げている。
1938年（昭和13年）7月頃から胃腸病を患ったとして高崎市の自宅にて静養に入り、9月17日に家人や門人に看取られながら、
胃癌のため自宅で死去。74歳没。戒名は青萍院常閑鬼城居士。墓所は高崎の龍広寺。

## 作風
自らも不遇な環境に置かれていたため、困窮した生活や人生の諦念、弱者や病気への苦しみなど、独特の倫理観で憐れみ、哀しみを詠った句が多いのが特色である。また、本人も耳が不自由だったためか、身体障碍者に対する感情を詠ったものが多く（但し、今日では差別語として好ましくないとされる表現を用いた句もあることに留意する必要がある）、阿波野青畝など影響を受けた俳人も多い。また、座右の銘が「心眼」ならぬ「心耳」であったことから、今日では「心耳の詠み人」と呼ばれる。

## 作品
- 小春日や石を噛みいる赤蜻蛉
- 冬蜂の死にどころなく歩きけり
- 闘鶏の眼つぶれて飼われけり
- 鷹のつらきびしく老いて哀れなり
- 生きかはり死にかはりして打つ田かな
- ゆさゆさと大枝ゆるる桜かな
- 蛤に雀の斑（ふ）あり哀れかな

など、動物や自然に対するを詠んだ歌が多い。

### 句集
- 『鬼城句集』
- 『定本鬼城句集』

## 関連文献
- 松本旭「村上鬼城の生涯 ―代書人罷免事件について―」『連歌俳諧研究』第1983巻第65号、俳文学会、1983年、32-39頁、doi:10.11180/haibun1951.1983.65_32、2016年7月24日閲覧。